# Tyra Calderwood
Tyra Calderwood (ur. 19 września 1990 w Sydney) – australijska tenisistka.
Zwyciężyła w sześciu deblowych turniejach cyklu ITF. Najwyższe miejsce w rankingu WTA Tour w grze pojedynczej – 607. pozycję – osiągnęła 6 października 2008 roku. Najwyższe miejsce w rankingu gry podwójnej – 190. pozycję – osiągnęła 10 września 2012 roku.
Trzykrotnie brała udział w zmaganiach wielkoszlemowych w grze podwójnej – na Australian Open w latach 2008, 2009 i 2012, lecz za każdym razem odpadała w pierwszej rundzie.